# ミカイル・フェイ
- ミカイル・ファイ

ミカイル・ンゴール・フェイ（Mikayil Ngor Faye, 2004年7月14日 - ）は、セネガルのセディウ州セディウ出身のプロサッカー選手。リーグ・アンのスタッド・レンヌ所属。ポジションはディフェンダー。セネガル代表。

## 経歴

### ユース
2019年からディアンバーズFCのユースチームでプレーした。オリンピック・マルセイユやスタッド・ランスと交渉し、NKディナモ・ザグレブの施設で練習していた時期もあった。

### クストシヤ・ザグレブ
2023年3月8日にドルガHNLのNKクストシヤ・ザグレブでプロデビューした。5月23日のNKフルヴァツキ・ドラゴヴォリャツ戦で初得点を記録した。

### バルセロナB
2023年6月19日にプリメーラ・フェデラシオンのFCバルセロナBへ移籍した。

### スタッド・レンヌ
2024年8月25日にリーグ・アンのスタッド・レンヌへ完全移籍した。

## 代表歴
2019年のFIFA U-17ワールドカップにセネガル代表として出場した。